# Sabina Bagińska
Sabina Bagińska, née le 12 octobre 1985 est une haltérophile polonaise.

## Palmarès

### Championnats d'Europe
- 2013 à Tirana
  -  Médaille d'or en plus de 75 kg (après disqualification de Svitlana Cherniavska).